# Coronation Street
Coronation Street je britská televizní mýdlová opera vytvořená televizí Granada Television a vysílaná od 9. prosince 1960 na stanici ITV. Seriál je zaměřen na postavy žijící v ulici Coronation Street ve fiktivním městě Weatherfield, které bylo inspirováno centrem města Salford v hrabství Velký Manchester. Samotná Coronation Street (tedy Korunovační ulice) vznikla dle fiktivní seriálové historie v roce 1902 a pojmenována byla na počest korunovace krále Eduarda VII.

## Vznik, vysílání, význam
Původně se seriál vysílal dvakrát týdně, zpočátku byl páteční díl vysílán živě, krátce po jeho odvysílání byl natočen záznam dílu pro následující středu. Poslední živé vysílání se uskutečnilo 3. února 1961 a od 6. března 1961 bylo vysílací schéma změněno na pondělky a středy. Od roku 2017 se vysílá šestkrát týdně. Původním autorem pořadu je scenárista Tony Warren. Zakladatel televize ITV Sidney Bernstein původní Warrenův návrh seriálu odmítl, ale producent Harry Elton ho přesvědčil, aby bylo natočeno 13 pilotních epizod. V průběhu desetiletí, kdy je seriál nepřetržitě vysílán, se stal významnou součástí britské kultury.
Coronation Street vyrábí síť televizních stanic (franšíza) ITV Granada (dřívější název Granada Television) a vysílá se ve všech regionech ITV i na mezinárodní úrovni. V letech 1960–2014 se seriál natáčel ve starých studiích Granada Televison na Quay Street v Manchesteru, od roku 2014 se natáčí v nových studiích MediaCityUK v Salfordu na březích Manchesterského průplavu (Manchester Ship Canal). 
V roce 2010, při příležitosti 50. výročí vzniku seriálu, byl zapsán do Guinnessovy knihy rekordů jako nejdéle vysílaný televizní seriál na světě. Seriál Coronation Street byl zpočátku ovlivněn zejména tzv. „kitchen sink realismem“ (britské kulturní hnutí z konce 50. a začátku 60. let). Pro seriál je charakteristické zobrazení příběhů lidí z dělnické komunity v kombinaci s odlehčeným humorem a silnými charaktery.
Od roku 1960 až do konce 80. let se průměrná sledovanost většinou pohybovala mezi 18 až 21 milióny diváků. Poté jako u téměř všech terestrických televizí ve Spojeném království postupně nastal výrazný dlouhodobý pokles sledovanosti. V současné době seriál sleduje v průměru kolem šesti milionů diváků na epizodu, ale i toto číslo je jedno z nejvyšších mezi programy ve Spojeném království a seriály EastEnders a Coronation Street často mezi sebou soutěží o nejvyšší sledovanost. Jubilejní 10 000. epizoda seriálu měla premiéru 7. února 2020 a v témže roce seriál oslavil také 60. výročí vysílání. V únoru 2023 se počet odvysílaných dílů již blíží jedenácti tisícům.
Skoro celá 60. léta byl seriál vysílán černobíle. Původně se prvním dílem odvysílaným barevně měla stát 923. epizoda 29. října 1969, ale pro nedostatek vhodného barevného filmu se tak nestalo. Částečně barevný byl následující díl odvysílaný 3. listopadu, ale většina diváků ho stejně viděla jen černobíle (barevné vysílání probíhalo již od července, ale jen v testovacím režimu). ITV (stejně jako BBC1) začala pravidelné barevné vysílání 15. listopadu 1969. A tak Daran Little, po mnoho let oficiální archivář seriálu, uvádí, že první epizoda celá v barvě byla odvysílána  24. listopadu 1969 (epizoda 930). Poslední zcela černobílý díl byl odvysílaný 10. února 1971 (ještě dva pozdější díly měly menší části černobíle).
Program byl vysílán v poměru stran 4:3 od roku 1960 až do roku 2001, v poměru stran 16 : 9 je vysílán od roku 2001 do současnosti. V rozlišení 1080/50i je seriál natáčen od 22. března 2010, první vysílání v tomto rozlišení proběhlo 31. března téhož roku společně s novými titulky a nově nahranou znělkou seriálu. Zvuk byl vysílán mono v letech 1960–1980, v letech 1981–1990 se používal analogový zvukový systém Dolby Stereo, v letech 1991–2002 vícekanálový analogový systém Dolby Surround a od roku 2003 se používá systém Dolby Digital.

## Zajímavosti
Videoklip k hitu I Want to Break Free skupiny Queen z roku 1984 je parodií na tento seriál. Hudebníci představují jednotlivé hlavní ženské postavy ze seriálu. Freddie Mercury v klipu vystupuje jako Bet Lynchová, která se chce osvobodit ze svého života (i když tato postava měla blond vlasy), Roger Taylor hraje postavu Suzie Birchallové, Brian May vystupuje jako Hilda Ogdenová  a John Deacon představuje Enu Sharplesovou. Ve Spojeném království měl videoklip veliký úspěch a je považován za poctu seriálu.
V roce 2005 se ve třech epizodách seriálu objevila rocková skupina Status Quo, kde Francis Rossi a Rick Parfitt hráli sami sebe. Přitom se setkali se seriálovou postavou jménem Les Battersby, který byl velkým fanouškem této skupiny. V seriálu již předtím vystupovala řada slavných osobností, ale teprve potřetí zde někdo hrál sám sebe (předtím to byli pouze Princ z Walesu a Sir Cliff Richard).

## Postavy, herečky a herci
Pro seriál Coronation Street bylo od počátku charakteristické, že v něm vystupují silné ženské postavy. Původní autor seriálu Tony Warren vytvořil především následující trojici hlavních postav: Ena Sharplesová (hrála ji Violet Carsonová), Elsie Tannerová (hrála Patricia Phoenixová) a Annie Walkerová (hrála Doris Speedová) Všechny tyto postavy se v seriálu vyskytovaly nejméně 20 let (některé i výrazně déle) a staly se archetypy, často byly též napodobovány v jiných seriálech. V roce 1964 k nim přibyla ještě Hilda Ogdenová (hrála Jean Alexanderová).
Z mužských postav je třeba zmínit především Kena Barlowa, kterého hraje bez přestávky William Roache od roku 1960 až do současnosti, což je rovněž rekord. Do děje vstoupil jako mladý radikál, který odrážel mládí v Británii 60. let, kde začínali působit skupiny jako Beatles nebo Rolling Stones či modelka Twiggy. Od roku 1984 je Ken Barlow jedinou zbývající původní postavou seriálu a herec William Roache je také nejstarší herec, který v současnosti v seriálu hraje (narozen 25. dubna 1932).
V roce 2011 se do Coronation Street po 43leté pauze vrátila postava Dennise Tannera (hrál Philip Lowrie), další postava z první epizody. V seriálu hrál v letech 1960–1968 a poté 2011–2014.
Obdobně se po 42leté pauze do seriálu vrátil Jed Stone, tuto postavu hrál Kenneth Cope a jde vedle titulní role Martyho Hopkirka z kultovního „duchařského“ krimi seriálu Randall a Hopkirk o jeho nejznámější roli, a také největší co do počtu odehraných epizod. Kenneth Cope v seriálu hrál od roku 1961 do roku 1966 a poté 2008–2009.
V seriálu, který je vysílán více než 60 let, pochopitelně hrálo mnoho tisíc herců a hereček. Následující tabulka proto kromě výše uvedených významných postav uvádí již jen ty herce nebo herečky, kteří mají k únoru 2023 samostatné heslo na české Wikipedii.
| Jméno               | Postava            | Období                |
| ------------------- | ------------------ | --------------------- |
| Doris Speedová      | Annie Walkerová    | 1960–1983             |
| Jean Alexanderová   | Hilda Ogdenová     | 1962–1987             |
| Patricia Phoenixová | Elsie Tannerová    | 1960–1984             |
| Violet Carsonová    | Ena Sharplesová    | 1960–1980             |
| William Roache      | Ken Barlow         | 1960–2023             |
| Philip Lowrie       | Dennis Tanner      | 1960–1968 + 2011–2014 |
| Kenneth Cope        | Jed Stone          | 1961–1966 + 2008–2009 |
| Aneirin Hughes      | Bill Thornhill     | 2018                  |
| Anna Friel          | Belinda Johnsonová | 1991                  |
| Barry Jackson       | Mr. Garfield       | 1978                  |
| Ben Kingsley        | Ron Jenkins        | 1966–1967             |
| Brian Hibbard       | Doug Murray        | 1992–1993             |
| Cliff Richard       | sám sebe           | 1997                  |
| Craig Charles       | Lloyd Mullaney     | 2005–2015             |
| Daniel Casey        | Tom Finlay         | 2016                  |
| Dave King           | Cliff Duckworth    | 1978–1995             |
| Eric Campbell       | vrátný v nemocnici | 1991                  |
| Gorden Kaye         | Bernard Butler     | 1969–1970             |
| Honor Blackmanová   | Rula Romanoffová   | 2004                  |
| Iain De Caestecker  | Adam Barlow        | 2001–2003             |
| Ian McKellen        | Mel Hutchwright    | 2005                  |
| John Sharp          | Les Clegg          | 1968                  |
| Jessica Barden      | Kayleigh Mortonová | 2007–2008             |
| Lesley Manville     | Jill Mason         | 1982                  |
| Mark Strong         | starý muž          | 1969                  |
| Martin Shaw         | Robert Croft       | 1967–1968             |
| Meredith Edwards    | Bert Gosling       | 1975                  |
| Michael Crawford    | zákazník           | 1998                  |
| Norman Wisdom       | Ernie Crabbe       | 2004                  |
| Patrick Stewart     | hasič              | 1967                  |
| Peter Noone         | dítě               | 1961                  |
| Pete Postlethwaite  | detektiv           | 1981                  |
| Sharon Morgan       | Mrs. Ellis         | 1979                  |
| Warren Clarke       | Gary Bailey        | 1965–1968             |